# 马尔科·加利
马尔科·加利（義大利語：Marco Galli，1957年3月5日—1988年10月3日），意大利前男子水球运动员。他曾代表意大利国家队参加1984年夏季奥林匹克运动会水球比赛，结果获得第七名。